# Demetris Kyprianou
Demetris Kyprianou (griechisch Δημήτρης Κυπριανού; * 29. November 1984) ist ein zypriotischer Badmintonspieler. 

## Karriere
Demetris Kyprianou siegte in den Jahren 2000, 2002 und 2003 bei den Juniorenmeisterschaften in Zypern. Von 2001 bis 2008 wurde er insgesamt 17 Mal nationaler Titelträger bei den Erwachsenen.

## Sportliche Erfolge
| Saison | Veranstaltung                              | Disziplin    | Platz | Name                                           |
| ------ | ------------------------------------------ | ------------ | ----- | ---------------------------------------------- |
| 2000   | Zypern: Einzelmeisterschaften der Junioren | Herrendoppel | 1     | Nicolas Panayiotou / Demertris Kyprianou       |
| 2001   | Zypern: Einzelmeisterschaften              | Herreneinzel | 1     | Demetris Kyprianou                             |
| 2002   | Zypern: Einzelmeisterschaften der Junioren | Herreneinzel | 1     | Demetris Kyprianou                             |
| 2002   | Zypern: Einzelmeisterschaften der Junioren | Herrendoppel | 1     | Demetris Kyprianou / Constantinos Constantinou |
| 2002   | Zypern: Einzelmeisterschaften              | Herrendoppel | 1     | Demetris Kyprianou / Constantinos Constantinou |
| 2002   | Zypern: Einzelmeisterschaften              | Herreneinzel | 1     | Demetris Kyprianou                             |
| 2003   | Zypern: Einzelmeisterschaften der Junioren | Herrendoppel | 1     | Demetris Kyprianou / Vasilis Vasou             |
| 2003   | Zypern: Einzelmeisterschaften              | Herrendoppel | 1     | Demetris Kyprianou / Charis Charalambous       |
| 2003   | Zypern: Einzelmeisterschaften              | Herreneinzel | 1     | Demetris Kyprianou                             |
| 2004   | Zypern: Einzelmeisterschaften              | Herrendoppel | 1     | Demetris Kyprianou / Constantinos Constantinou |
| 2004   | Zypern: Einzelmeisterschaften              | Herreneinzel | 1     | Demetris Kyprianou                             |
| 2005   | Zypern: Einzelmeisterschaften              | Mixed        | 1     | Demetris Kyprianou / Marina Demosthenous       |
| 2005   | Zypern: Einzelmeisterschaften              | Herreneinzel | 1     | Demetris Kyprianou                             |
| 2005   | Zypern: Einzelmeisterschaften              | Herrendoppel | 1     | Demetris Kyprianou / Nicolas Panayiotou        |
| 2006   | Zypern: Einzelmeisterschaften              | Herreneinzel | 1     | Demetris Kyprianou                             |
| 2006   | Zypern: Einzelmeisterschaften              | Mixed        | 1     | Demetris Kyprianou / Maria Ioannou             |
| 2006   | Zypern: Einzelmeisterschaften              | Herrendoppel | 1     | Demetris Kyprianou / Nicolas Panayiotou        |
| 2007   | Zypern: Einzelmeisterschaften              | Herrendoppel | 1     | Demetris Kyprianou / Nicolas Panayiotou        |
| 2007   | Zypern: Einzelmeisterschaften              | Herreneinzel | 1     | Demetris Kyprianou                             |
| 2007   | Zypern: Einzelmeisterschaften              | Mixed        | 1     | Demetris Kyprianou / Maria Ioannou             |
| 2008   | Zypern: Einzelmeisterschaften              | Herreneinzel | 1     | Demetris Kyprianou                             |